# Johannes Grini
Johannes Olsen Grini, né le 30 avril 1883 et mort en 1961, est un coureur du combiné nordique et fondeur norvégien. 

## Biographie
« Johs » Grini est inscrit au club de ski de Fram, dont il devient membre honoraire plus tard.
En 1906, il remporte la compétition de combiné nordique au Festival de ski de Holmenkollen, dont il participe depuis 1903 et par l'occasion son unique Coupe du Roi. Il y est aussi neuvième du cinquante kilomètres en ski de fond.
Il se classe quatrième du combiné en 1907.